# Station Besançon Franche-Comté TGV
Station Besançon Franche-Comté TGV is een spoorwegstation in de Franse gemeente Les Auxons gelegen aan de LGV Rhin-Rhône.
Dit station is verbonden met het lokale spoornet door een aansluitende spoorlijn naar Station Besançon-Viotte, het spoorstation in de stad.

## Treindienst
| Serie           | Treinsoort | Route | Bijzonderheden                                                                             |
| --------------- | ---------- | --- | ------------------------------------------------------------------------------------------ |
| TGV 6700        | TGV (SNCF) | Paris-Lyon – Montbard – Dijon-Ville – Besançon Franche-Comté TGV – Belfort-Montbéliard TGV – Mulhouse-Ville |                                                                                            |
| TGV 6750        | TGV (SNCF) | Paris-Lyon – Montbard – Dijon-Ville – [ Besançon Franche-Comté TGV – ] / [ Dole-Ville – ] Besançon-Viotte | Drie treinen per dag, een via Dole.                                                        |
| TGV 9580 ICE 84 | TGV (SNCF) | Marseille Saint-Charles – Aix-en-Provence TGV – Avignon TGV – Lyon-Part-Dieu – Chalon-sur-Saône – Besançon Franche-Comté TGV – Belfort-Montbéliard TGV – Mulhouse-Ville – Strasbourg-Ville – Baden-Baden – Karlsruhe Hbf – Mannheim Hbf – Frankfurt (Main) Hbf |                                                                                            |
| TGV 9800        | TGV (SNCF) | [ Luxemburg – Thionville – Metz-Ville – Strasbourg-Ville – Mulhouse-Ville – Belfort-Montbéliard TGV – Besançon Franche-Comté TGV – Dijon-Ville – Mâcon-Ville – ] / [ Brussel-Zuid – Lille-Europe – Arras – TGV Haute-Picardie – Aéroport Charles-de-Gaulle 2 TGV – [ Champagne-Ardenne TGV – Meuse TGV – Lorraine TGV – Strasbourg-Ville ] / [ Marne-la-Vallée - Chessy – [ Massy TGV – Le Mans – [ Laval – Rennes ] / [ Angers-Saint-Laud – Nantes ] ] / [ Creusot TGV – ] Lyon-Part-Dieu – [ Avignon TGV – Marseille Saint-Charles ] / [ Montpellier-Saint-Roch – Perpignan ] ] | Dagelijkse verbinding met Montpellier en Marseille. Perpignan - Brussel tweemaal per week. |